# Flughafen Corrientes

i8
i11
i13
Der Flughafen Corrientes Doktor Fernando Piragine Niveyro (spanisch Aeropuerto Internacional Doctor Fernando Piragine Niveyro; IATA-Code: CNQ, ICAO-Code: SARC) ist ein argentinischer Flughafen nahe der Stadt Corrientes in der Provinz Corrientes. Der 1964 eröffnete Flughafen wird hauptsächlich für Flüge nach Buenos Aires genutzt. Zwischen 2009 und 2011 wurde er komplett renoviert. Der Flughafen liegt nur 16 Kilometer vom Flughafen Resistencia entfernt.

## Fluggesellschaften und Flugziele
| Fluggesellschaft      | Ziele                                           |
| --------------------- | ----------------------------------------------- |
| Aerolineas Argentinas | Buenos Aires-Jorge Newbery, Buenos Aires-Ezeiza |
| JetSmart Argentina    | Buenos Aires-Jorge Newbery, Buenos Aires-Ezeiza |
| Flybondi              | Buenos Aires-Jorge Newbery                      |
| Quellen:              |                                                 |

## Zwischenfälle
- Am 4. Februar 1970 wartete eine Avro 748-105 der Aerolíneas Argentinas (LV-HGW) eine von anderen Flugzeugbesatzungen gemeldete Schlechtwetterfront ab und versuchte sie nach dem verspäteten Start erfolglos umzufliegen. Die Piloten verloren in den dichten Wolken die Kontrolle über das Flugzeug, die Maschine ging in einen Sturzflug über und zerschellte am Boden. Alle 33 Passagiere und 4 Crewmitglieder wurden getötet. Die Maschine kam aus Asunción und sollte nach Zwischenstopps in Formosa, Corrientes und Rosario (Santa Fe) an ihrem Ziel in Buenos Aires landen.[5]